# PixelJunk Shooter 2
PixelJunk Shooter 2 es un videojuego desarrollado por Q-Games para PlayStation 3, es la secuela de PixelJunk Shooter y fue lanzado en la PlayStation Store en marzo de 2011. PixelJunk Shooter 2 se anunció oficialmente por Q-Games el 18 de mayo de 2010, el título es la primera secuela de toda la saga de PixelJunk. En palabras de Dylan Cuthbert de Q-Games, "va a tener algunas características que son nuevas para la serie PixelJunk en general y será más grande que el primero".
- Datos: Q7199697